# Polymixis caerulescens
Polymixis caerulescens là một loài bướm đêm trong họ Noctuidae.